# Descurainia nelsonii
Descurainia nelsonii är en korsblommig växtart som först beskrevs av Rydb, och fick sitt nu gällande namn av Barbara E. Goodson och Al-shehbaz. Descurainia nelsonii ingår i släktet stillfrön, och familjen korsblommiga växter. Inga underarter finns listade i Catalogue of Life.